# Amendement (agriculture)
Pour les articles homonymes, voir Amendement.

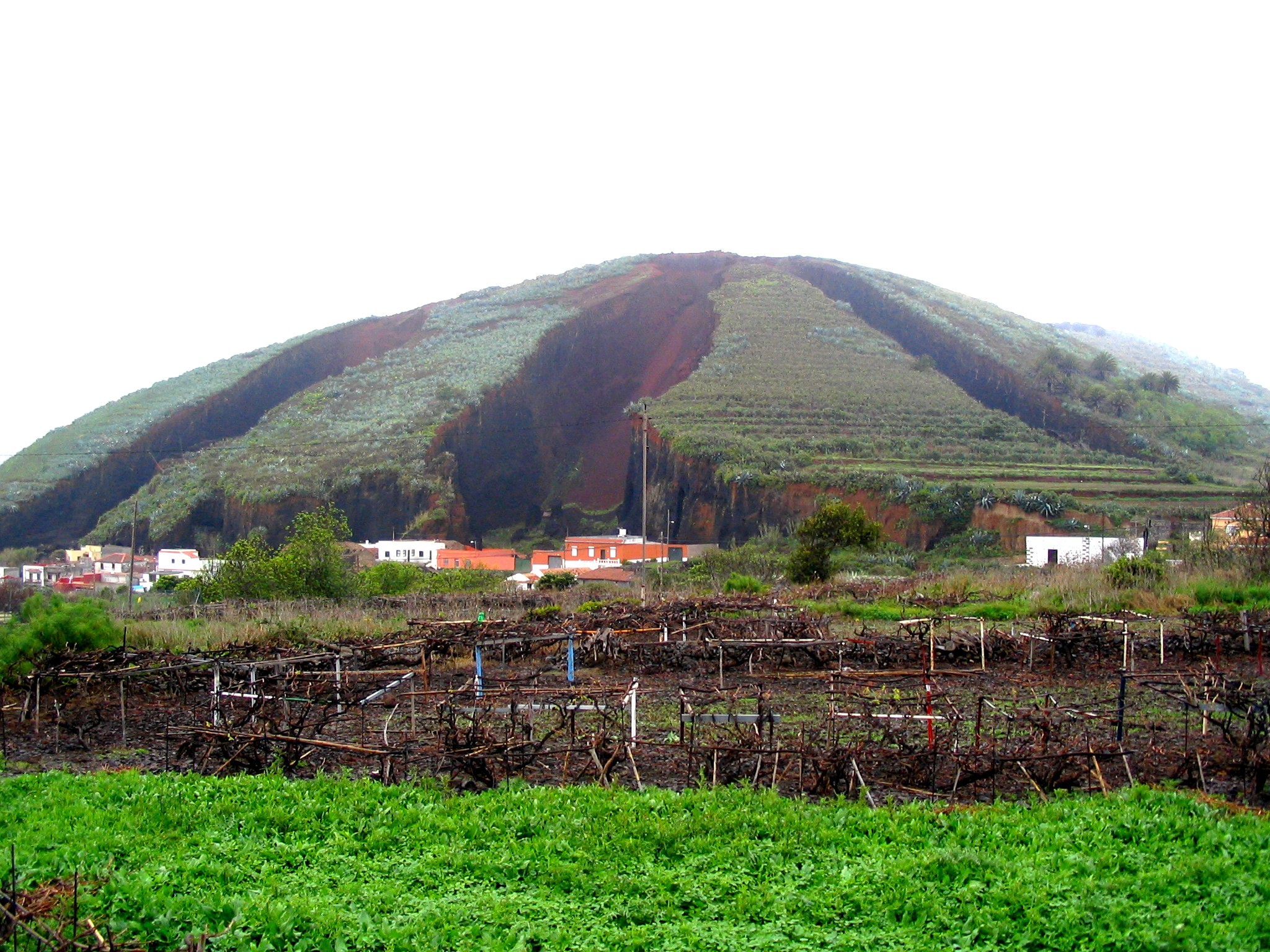
Carrières de cendre volcanique (El Palmar, île de Tenerife, Canaries). La terre brune, ou « picòn » retirée de cet ancien cône volcanique est épandue sur les champs pour améliorer leur pouvoir de rétention d’eau.

Un amendement est un produit fertilisant minéral ou organique apporté à un sol pour améliorer sa qualité agricole. 
Ces matières fertilisantes naturelles ou de synthèse sont destinées à l'agriculture et au jardinage. Leur but est d'améliorer les propriétés physiques des sols (en particulier leur structure et leur texture) favorisant la rétention d'eau (évitant le lessivage), la circulation de l'air, l'action des engrais (la fonction de ces derniers qui est d'apporter aux plantes des éléments directement utiles à leur nutrition peut être entravée par une structure trop aérée (lessivage) ou trop compacte), les propriétés chimiques (notamment l'ajustement du niveau de nutriments disponibles pour les cultures et le pH) et biologiques par l'apport de matière organique tout en facilitant le travail de la terre.
Les amendements les plus connus sont la chaux et le fumier qui permettent principalement de stabiliser le complexe argilo-humique et de réduire l'acidité du sol.

## Histoire
Des textes d'agronomes anciens montrent que l'apport de sols sur une zone de culture (viticulture y compris) est une méthode depuis longtemps pratiquée pour améliorer des sols cultivés.

### Exemple: l'amendement dans l'histoire viticole
Olivier de Serres en 1600 prescrivait l'apport de déchets d'autres activités agricoles : « Après les fumiers du colombier et poulailler, faictes estat des cimes et tronçons du bouis, du gros foin de marest, immangeable par les bestes, des despouilles des bastimens, comme sables et chaux meslingées, des nouveaux et vigoureux terriers (car toute terre de meilleure nature, que celle de la vigne, lui est fumier agréable) des balieures de la maison et basse-cour, et semblables drogueries, qu’incorporés dans le fond de la vigne au temps susdicts [entre les vendanges et noël] ».
En 1770, l'œnologue Béguillet, à propos des techniques de viticulture inspirées des vignobles de Bourgogne pour améliorer celui de Metz écrivait « Une vigne dont le sol est usé, ne peut se rétablir qu’en y rapportant sur la superficie des terres de qualités opposées à celle du sol, c’est-à-dire substancieuses, si le sol est trop sablonneux ; et au contraire légères si la terre est forte », et faute de fumier, il propose de le remplacer par « des mottes ou gazons enlevés sur les pelouses ».
En 1790 lors de la vente des biens nationaux on écrivit : « La vigne etait devenüe en meilleur état. Ce qui y contribua ce fut le transport de 150 voitures de terre neuve en gazon, prise sur la montagne que Croonembourg fit amener et épandre dans cette vigne [...] En 1785, et 1786, on creusa près du bas de la vigne et fit enlever 800 tombereaux de terre et fit répandre dans les endroits dénués de terrein et les parties faibles ».
En 1625 Roger Dion cite le cas du duc de Lorraine qui a fait apporter 2800 tombereaux de pelouse en la grande vigne du château de Condé-sur-Moselle (aujourd’hui Custines).
En 1382, pour l’archevêque de Bordeaux des charrois apportent de la vase prélevée dans l'estuaire de la Gironde pour amender de la vigne plantée au château archiépiscopal.
Au XIXe siècle, ces pratiques se poursuivent en Bourgogne avec par exemple de 1809 à 1901 la vente aux enchères aux vignerons locaux des boues et terres de curages des fossés de la commune de Vosne.
Ces pratiques sont ensuite mal vues, probablement par une sacralisation d'une « pureté » du sol et du terroir liée au contexte de la mise en place des appellations d'origine en 1919, 1927 (Loi Capus définissant les conditions de production du vin) et d'un décret-loi qui en 1935 crée le contrôle par la profession et l'état des pratiques de culture et de vinifications des vins d’appellation d’origine, et une directive générale de l’Inao (1974-2000) a fortement limité la possibilité d’apports de terre, dont via une procédure de déclassement des parcelles en appellation s'il y a été constaté une "dégradation irréversible des sols"...peut-être au détriment du vin et de la santé de la vigne dans certains cas. Les viticulteurs eux-mêmes s'opposent à certains transferts de terre. En Bourgogne notent les chercheurs Jean-Pierre Garcia, Thomas Labbé et Amélie Quiquerez de l'Université de Bourgogne (UMR 6298 ARTeHIS, MSH-Dijon), « Toute modification substantielle de la morphologie, du sous-sol, de la couche arable ou des éléments permettant de garantir l’intégrité et la pérennité des sols d’une parcelle destinée à la production de l’appellation d’origine contrôlée est interdite, à l’exclusion des travaux de défonçage classique ». À la fin du XXe siècle, la permaculture remet ce type de travail du sol au goût du jour, mais hors des grands crus.

## Typologie
L'amélioration du sol due à l'amendement peut être de différents types :

### Amendements modifiant le pH
Grâce à certaines réactions chimiques, (rôle du calcium dans la formation du complexe argilo-humique), ces amendements agissent sur les qualités physiques et chimiques des sols en établissant un milieu plus propice au développement d'une culture.
Sur les sols acides, un amendement basique tel que la chaux rend les sols acides moins acides ou neutres (le calcaire et la dolomie broyés sont cependant les plus employés). Des amendements naturels comme le maërl (ou le traez mot breton signifiant sable coquillier), les cendres, ou les algues marines sont aussi utilisés.
Lorsqu'on arrive par apport d'amendement à obtenir un pH propice aux cultures (autour de 6 en général), on améliore également la capacité d'échange cationique du sol et donc son pouvoir nutritif pour les plantes qu'on y cultive. Les sols très acides ou alcalins sont ainsi agronomiquement améliorés, mais généralement au détriment de plantes des milieux oligotrophes et des paysages (ex : disparition des orchidées des pelouses calcaires ou des bruyères, ajoncs et genêts des landes acides).

### Amendements améliorant la structure du sol
L'amélioration de la texture et de la structure du sol peut se faire :
- pour les sols lourds par apport de matériaux tels que le sable ou la vermiculite qui vont améliorer notamment l'aération et le drainage du sol mais n'ont aucun pouvoir fertilisant ; L'apport de BRF ou de matière organique favorise les vers de terre et les micro-organismes qui aèrent le sol ;
- pour les sols légers, l'apport de matière organique, de tourbe ou d'argile (marne) permet d'améliorer la structure. Si on utilise de la matière organique, on obtient un effet mixte d'amélioration de la structure et de la fertilité du sol.
- d'une façon générale, les amendements organiques couplés à un pH neutre, éventuellement obtenu par chaulage, concourent à la formation d'un complexe argilo-humique stable à bonne capacité de rétention de l'eau (capacité au champ) et à une structure du sol satisfaisante pour les cultures.

### Amendements mixtes améliorant la structure et la fertilité du sol
Certains amendements organiques (appelés aussi amendement humiques), tels que le compost, le fumier, le « fumier » de champignons et l'écume-chaux jouent un rôle mixte d'amélioration de la structure du sol et d'amélioration de la fertilité du sol par apport d'éléments nutritifs (azote, phosphore, potassium, magnésium). Ces amendements organiques mixtes agissent également sur la vie microbienne du sol.
Sur les sols salins ou sodiques et d'une façon générale en sol neutre le gypse peut être utile en fournissant du calcium et du soufre sans changer le pH.

### Amendements améliorant principalement la rétention d'eau
Certains amendements peuvent fortement améliorer la capacité au champ de sols en contexte aride ou régulièrement exposés à des canicules ou épisodes de sécheresse entrecoupés de périodes de pluie, ou de sols grossiers retenant mal l'eau car trop perméables.
De manière générale l’ajout de matières organiques améliore considérablement les capacités de rétention d’eau des sols sableux, et peut contribuer à ajuster le pH du sol ou rendre moins mobiles des métaux ou éléments écotoxiques présents dans le sol, tout en répondant aux besoins de plantes appréciant les milieux riches.
Les possibilités d'importer d'autres matériaux de type BRF (bois raméal fragmenté), argiles, bois-mort, etc. sont scientifiquement étudiées depuis le début du XXe siècle, en intégrant aussi des critères de rentabilité, degré de capacité à augmenter ou retenir l'humidité du sol durant de longues périodes, à stimuler l'activité microbiologique, à augmenter les niveaux d'éléments nutritifs et à améliorer les taux de survie des plantes.
Des premiers amendements synthétiques (biochar, argile expansée, ardoise expansée, vermiculite, hydroabsorbants, hydrogels..) ont été introduits dès les années 1950 avec un produit chimique hydrolysé polyacrylonitrile qui peut absorber plusieurs centaines de fois son propre poids en eau, les polyacrylamides et polyméthacrylates (également appelés polymères hydroabsorbants, polymères superabsorbants ou hydrogels) ont été testés en agriculture, l'horticulture et l'aménagement paysager à partir des années 1960. L'intérêt pour ces produits a fortement diminué quand on a constaté qu'ils étaient polluants, voire significativement phytotoxiques (en raison de leurs résidus : monomère d'acrylamide. Des progrès en matière de fabrication ont ultérieurement abaissé la concentration en monomères sous le niveau toxique, mais la littérature scientifique montre que ces polymères n'améliorent que peu la qualité de la plante ou sa survie.
Au début des années 1980, des polymères et copolymères hydroabsorbants des familles propénamide et propénamide-propénoate ont ouvert de nouvelles perspectives.